# Jochen Bachfeld
Jochen Bachfeld est un boxeur et entraîneur allemand né le 17 octobre 1952 à Sülte.

## Carrière
Il remporte pour la RDA la médaille d'or aux Jeux olympiques de Montréal en 1976 dans la catégorie poids welters après sa victoire en finale contre le Vénézuélien Pedro Gamarro.

## Parcours auxJeux olympiques
9e aux Jeux olympiques d'été de 1972 à Munich (poids welters) :
- Bat Peter Prause (RFA) 5-0
- Perd contre Gabriel Pometcu (Roumanie) 0-5

 Jeux olympiques d'été de 1976 à Montréal (poids welters) :
- Bat Ali Bahri Khomani (Iran) par arrêt de l'arbitre au 1er round
- Bat Athanasios Iliadis (Grèce) 5-0
- Bat Valeri Rachkov (URSS) 4-1
- Bat Carmen Rinke (Canada) 5-0
- Bat Victor Zilberman (Roumanie) 3-2
- Bat Pedro Gamarro (Venezuela) 3-2